# Мансини, Альберто
Альберто Сесар Мансини (исп. Alberto César Mancini; род. 20 мая 1969, Мисьонес) — аргентинский профессиональный теннисист и теннисный тренер, бывшая восьмая ракетка мира. Победитель семи турниров Гран-при и АТР-тура, игрок, а в дальнейшем капитан сборной Аргентины в Кубке Дэвиса, дважды выводивший её в финал этого турнира.

## Игровая карьера
Альберто Мансини, родившийся в 1969 году в аргентинской провинции Мисьонес, в 15 лет переехал в Буэнос-Айрес, чтобы посвятить себя тренировкам. К 19 годам его рассматривали как «нового Виласа» и предрекали большое будущееJohn Feinstein. Paradise // Hard Courts: Real Life on the Professional Tennis Tours. — New York: Villard Books, 1992. — P. 181—182. — ISBN 978-0-307-80096-1.. Мансини вышел в свой первый финал турнира ATP Challenger в Сантьяго осенью 1987 года, проиграв там своему соотечественнику Хавьеру Фране. В 1988 году он совершил рывок в рейтинге, обыграв в июне на турнире Гран-при в Болонье сначала 11-ю ракетку мира Кента Карлссона, а затем, в финале, 16-ю ракетку мира Эмилио Санчеса. В начале августа он вошёл в число 50 сильнейших теннисистов мира в одиночном разряде. В парах он трижды за год играл в финалах турниров Гран-при и завоевал один титул.
В марте 1989 года Мансини обыграл на супертурнире в Майами вторую ракетку мира Матса Виландера. Позже той же весной он выиграл один за другим два престижных грунтовых турнира в Европе — сначала Открытый чемпионат Монте-Карло (после второй за сезон победы над Виландером обыграв в финале третью ракетку мира Бориса Беккера), а затем Открытый чемпионат Италии в Риме (победив пятую ракетку мира Андре Агасси). Добравшись на Открытом чемпионате Франции после победы над восьмой ракеткой мира Якобом Хласеком, к июлю он и сам вошёл в первую десятку рейтинга АТР и в том же месяце успешно вышел со сборной Аргентины в Мировую группу Кубка Дэвиса, обыграв в плей-офф британцев. За вторую половину сезона Мансини выиграл два турнира Гран-при в парном разряде, в которых его партнёром был эквадорец Андрес Гомес, но в одиночном разряде его успехи пошли на спад. На Открытом чемпионате США он выбыл из борьбы в четвёртом круге, проиграв 23-й ракетке мира Яннику Ноа, на сентябрьском турнире в Барселоне уступил 28-й ракетке мира Хорсту Шкоффу в полуфинале, а за последние два месяца сезона выиграл только три матча из семи.
В 1990 году Мансини со сборной Аргентины дошёл до полуфинала Мировой группы в Кубке Дэвиса после побед над командами Израиля и Германии. В четвертьфинальном матче он принёс победу аргентинцам, выиграв обе своих встречи в одиночном разряде, в том числе пятую, решающую игру у Карла-Уве Штееба. На индивидуальном уровне, однако, его успехи были намного скромней: в парном разряде он выиграл один турнир АТР-тура (сменившего в теннисном календаре тур Гран-при), но помимо этого принял участие меньше чем в десятке турниров, а в одиночном ни разу не поднялся выше четвертьфинала. Лучший результат он показал на Открытом чемпионате Италии, обыграв пятую ракетку мира, олимпийского медалиста Брэда Гилберта, но после этого уступив занимавшему 15-е место в рейтинге Андрею Чеснокову. Неудачные выступления, возможно, были связаны с богемным образом жизни, который Мансини вёл в это время, иногда уходя с вечеринок только под утро; начав сезон на девятом месте в рейтинге, он окончил его на 127-м. По ходу сезона, когда Мансини опустился в рейтинге с девятого места на 81-е, организаторы теннисного турнира в Штутгарте, решив, что он больше не может привлекать зрителей, даже заплатили ему отступные за отказ от участия в этом турнире.
За 1991 и 1992 годы Мансини пять раз играл в финалах турниров АТР в одиночном разряде, в том числе в Открытом чемпионате Италии 1991 года и в турнире высшей категории в Майами в 1992 году, но так и не сумел завоевать ни одного нового титула. Среди обыгранных им соперников в эти два года были три игрока из первой десятки рейтинга — Серхи Бругера в Риме, Борис Беккер в Майами и Иван Лендл в Барселоне, и сам он в апреле 1992 года приблизился вплотную к ней, но не сумел вновь войти в неё. На Олимпиаде в Барселоне Мансини проиграл в первом круге Майклу Чангу, занимавшему шестую строчку в рейтинге и за несколько месяцев до этого победившему его в финале в Майами. После этого в сентябре Мансини и сборная Аргентины, потерпев в плей-офф Мировой группы поражение от датчан, снова выбыли в региональную группу. Через год они потерпели ещё одно поражение в плей-офф, уже от венгров. Этот матч стал последним, в котором Мансини защищал цвета национальной сборной; в индивидуальных турнирах он продолжал выступать до июля 1994 года, ненадолго вернувшись на корт в начале 1996 года.

## Положение в рейтинге в конце сезона
| Разряд           | 1987 | 1988 | 1989 | 1990 | 1991 | 1992 | 1993 | 1994 | 1995 |
| ---------------- | ---- | ---- | ---- | ---- | ---- | ---- | ---- | ---- | ---- |
| Одиночный разряд | 130  | 49   | 9    | 127  | 22   | 31   | 141  | 399  | 1385 |
| Парный разряд    | 279  | 122  | 91   | 194  | 570  | 686  | 998  |      |      |

## Финалы турниров за карьеру

### Одиночный разряд (3-5)
| Легенда                                  |
| ---------------------------------------- |
| Большой шлем (0)                         |
| ATP Championship Series, Single Week (2) |
| ATP World (4)                            |
| Гран-при (8)                             |

| Результат | №  | Дата           | Турнир                               | Покрытие | Соперник в финале | Счёт в финале            |
| --------- | -- | -------------- | ------------------------------------ | -------- | ----------------- | ------------------------ |
| Победа    | 1. | 6 июня 1988    | Болонья, Италия                      | Грунт    | Эмилио Санчес     | 7-5, 7-64                |
| Победа    | 2. | 24 апреля 1989 | Монте-Карло, Монако                  | Грунт    | Борис Беккер      | 7-5, 2-6, 7-64, 7-5      |
| Победа    | 3. | 15 мая 1989    | Открытый чемпионат Италии, Рим       | Грунт    | Андре Агасси      | 6-3, 4-6, 2-6, 7-62, 6-1 |
| Поражение | 1. | 13 мая 1991    | Открытый чемпионат Италии            | Грунт    | Эмилио Санчес     | 3-6, 1-6, 0-3, отказ     |
| Поражение | 2. | 8 июля 1991    | Открытый чемпионат Швеции, Бостад    | Грунт    | Магнус Густафссон | 1-6, 2-6                 |
| Поражение | 3. | 15 июля 1991   | Штутгарт, Германия                   | Грунт    | Михаэль Штих      | 6-1, 6-79, 4-6, 2-6      |
| Поражение | 4. | 9 марта 1992   | Майами, США                          | Хард     | Майкл Чанг        | 5-7, 5-7                 |
| Поражение | 5. | 20 июля 1992   | Открытый чемпионат Австрии, Кицбюэль | Грунт    | Пит Сампрас       | 3-6, 5-7, 3-6            |

### Парный разряд (4-2)
| Результат | №  | Дата             | Турнир             | Покрытие | Партнёр           | Соперники в финале                    | Счёт в финале |
| --------- | -- | ---------------- | ------------------ | -------- | ----------------- | ------------------------------------- | ------------- |
| Поражение | 1. | 2 мая 1988       | Мюнхен, ФРГ        | Грунт    | Кристиан Миниусси | Рик Лич Джим Пью                      | 6-7, 1-6      |
| Победа    | 1. | 8 августа 1988   | Сен-Венсан, Италия | Грунт    | Кристиан Миниусси | Паоло Кане Балаж Тароци               | 6-4, 5-7, 6-3 |
| Поражение | 2. | 26 сентября 1988 | Палермо, Италия    | Грунт    | Кристиан Миниусси | Карлос ди Лаура Марсело Филиппини     | 2-6, 0-6      |
| Победа    | 2. | 10 июля 1989     | Бостон, США        | Грунт    | Андрес Гомес      | Тодд Нельсон Филлип Уильямсон         | 7-6, 6-2      |
| Победа    | 3. | 11 сентября 1989 | Женева, Швейцария  | Грунт    | Андрес Гомес      | Мансур Бахрами Гильермо Перес-Рольдан | 6-3, 7-5      |
| Победа    | 4. | 16 апреля 1990   | Ницца, Франция     | Грунт    | Янник Ноа         | Хорст Шкофф Марсело Филиппини         | 6-4, 7-6      |

## Тренерская карьера
С 1998 года Альберо Мансини работает тренером. Среди теннисистов, которых он тренировал — Мариано Пуэрта, пятая ракетка мира Гильермо Кориа (в 2003—2004 годах), Николас Лапентти (2004 год), Пабло Куэвас.
В конце 2004 года Мансини был назначен на пост капитана сборной Аргентины в Кубке Дэвиса. В этом качестве он дважды выводил команду в финал Мировой группы — в 2006 году, когда аргентинцы с минимальным счётом уступили в гостях сборной России, и в 2008 году. Во второй раз команда Мансини обыграла Россию в полуфинале, а в финальном матче принимала на своих кортах сборную Испании. Несмотря на отсутствие лидера испанской сборной Рафаэля Надаля гости сумели одержать победу со счётом 3:1. После этого поражения — первого для сборной Аргентины на домашних кортах с 1998 года — Мансини объявил об уходе в отставку.